# 博凯朗
博凯朗是巴西帕拉伊巴州的一个市镇。总面积425平方公里，总人口15877人，人口密度37.4人/平方公里。